# Асєєв Станіслав Володимирович
Станіслав Володимирович Асєєв (псевдонім Станіслав Васін, нар. 1 жовтня 1989, Донецьк, Українська РСР) — український письменник, журналіст і правозахисник, військовослужбовець Збройних сил України, член Українського ПЕН, засновник Justice Initiative Fund. Автор роману «Мельхіоровий слон, або Людина, яка думала» (рос. «Мельхиоровый слон, или Человек, который думал»). Під псевдонімом Станіслав Васін працював журналістом в окупованому Донецьку.
Був викрадений 11 травня 2017 року і утримувався проросійською терористичною організацією «ДНР» до 29 грудня 2019 року.
Лауреат Національної премії України імені Тараса Шевченка 2021 року за книгу «В ізоляції».

## Біографія
Народився 1 жовтня 1989 року в Донецьку.
2006 року закінчив загальноосвітню школу в місті Макіївка. У 2010 році — Донецький державний інститут інформатики і штучного інтелекту, факультет філософії і релігієзнавства, у 2012 році — магістратуру Донецького національного технічного університету, факультет комп'ютерних наук і технологій і отримав диплом магістра релігієзнавства з відзнакою.
Після закінчення університету поїхав до Франції, щоб вступити до лав Французького іноземного легіону. Повернувшись в Україну, змінив багато професій: працював вантажником, стажистом у банку, копачем могил, оператором у поштовій компанії, продавцем-консультантом побутової техніки тощо.

## Війна на сході України
Як журналіст співпрацював із газетою «Дзеркало тижня», журналом «Український тиждень» та «Радіо Свобода» під псевдонімом Станіслав Васін. За словами однокурсника Станіслава, колишнього Народного депутата Єгора Фірсова, С. Асєєв вважав своїм журналістським обов'язком залишатися в Донецьку і об'єктивно описувати події, що відбуваються: «Не всі можуть знати, що відбувається на території окупованого Донбасу, не всі можуть описувати ту ситуацію, яка там відбувається. А Стас міг і описував».

## Полон
Востаннє виходив на зв'язок з колегами 2 червня 2017 року. Його місцезнаходження не було відоме, в квартирі був обшук, на дзвінки Станіслав не відповідав. Через півтора місяці, 16 липня 2017 року бойовики повідомили, що блогер затриманий за звинуваченням у «шпигунстві». Повідомляється з посиланням на екс-нардепа Єгора Фірсова, що «мамі Стаса дали письмове підтвердження. … Мати Асєєва змогла з ним побачитися. … Стас тримається добре, розуміє, що на справедливий суд сподіватися не варто. Його єдина надія — це обмін полонених».
Репортери без кордонів, Human Rights Watch, Amnesty International та Організація з безпеки і співробітництва в Європі зажадали від бойовиків звільнення журналіста.
ЗМІ повідомили про протестне голодування Станіслава, яке він розпочав з 1 липня 2018 року.
22 жовтня 2019 року бойовики заявили про «засудження» Станіслава так званою «прокуратурою ДНР» до 15 років ув'язнення.
29 грудня 2019 року був визволений з полону в рамках обміну «76 на 127». Разом з ним було визволено журналіста Радіо Свобода Олега Галазюка (псевдонім Мирослав Тямущий).

Після звільнення з полону у в'язниці «Ізоляція» в 2019 році Станіслав жодного разу не бував на Донеччині аж до початку повномасштабної війни. 
У мене була велика психологічна проблема: я боявся Донбасу й мені чомусь здавалось, що тільки-но я приїду у Донецьку область, як мене знову заарештують і кудись кинуть.

## Політична діяльність

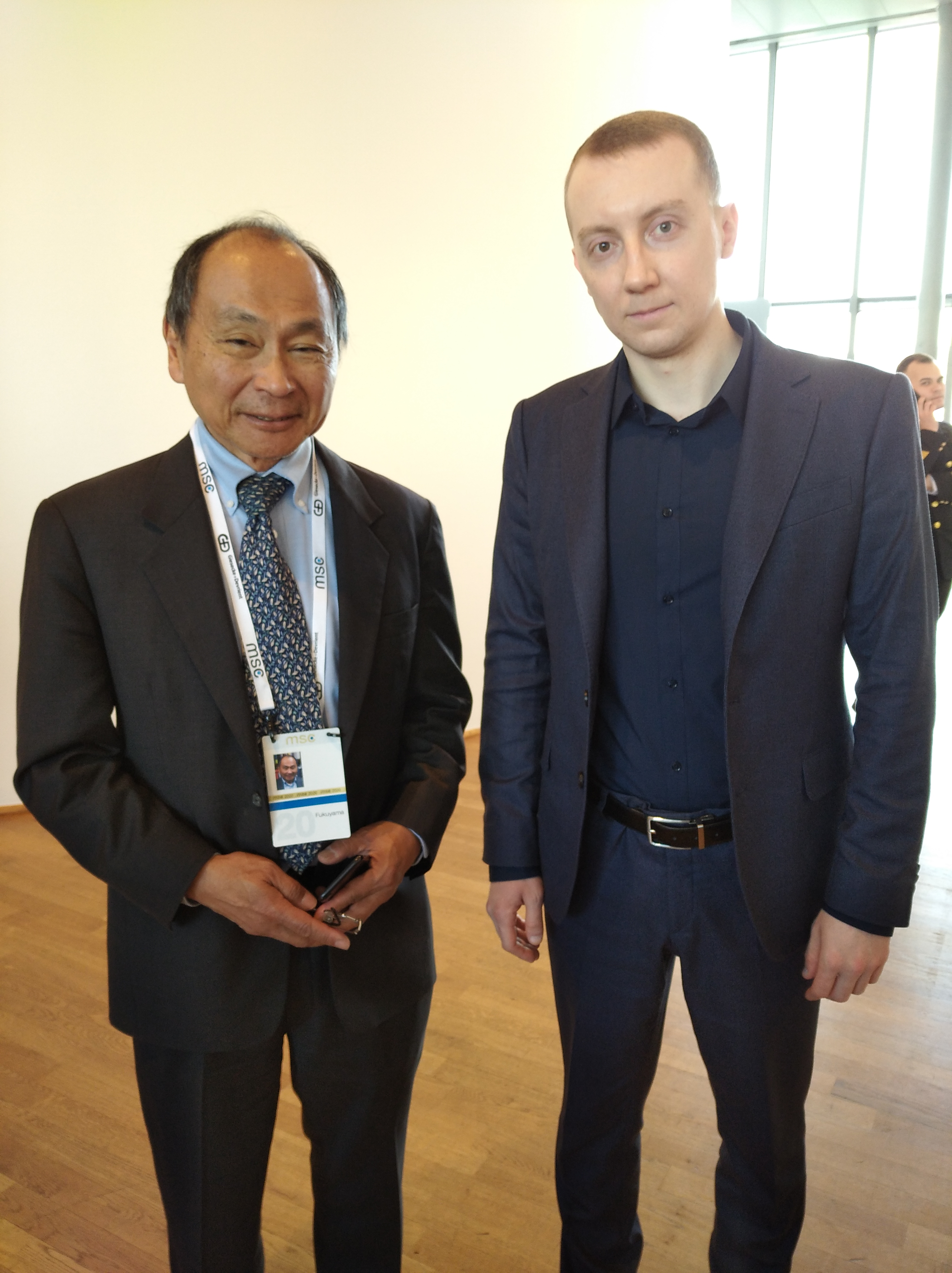
Френсіс Фукуяма та Станіслав Асєєв у Мюнхені, 2020.

Після визволення Станіслав почав займаєтися питаннями прав бранців нелегальних тюрем в Росії та на окупованих територіях. 29 січня 2020 року Асєєв виступив із промовою у Раді Європи, де він попросив країни-учасники Ради натиснути на Росію задля звільнення полонених.
14 лютого 2020 року Станіслав Асєєв зустрівся із групою американських сенаторів в офісі Радіо Свобода у Празі і обговорив питання звільнення решти ув'язнених на окупованому Донбасі.
15 лютого 2020 року він виступив на Мюнхенській конференції з безпеки, де розповів про нелюдське поводження з ув'язненими з боку бойовиків.

## Справа «Палича»

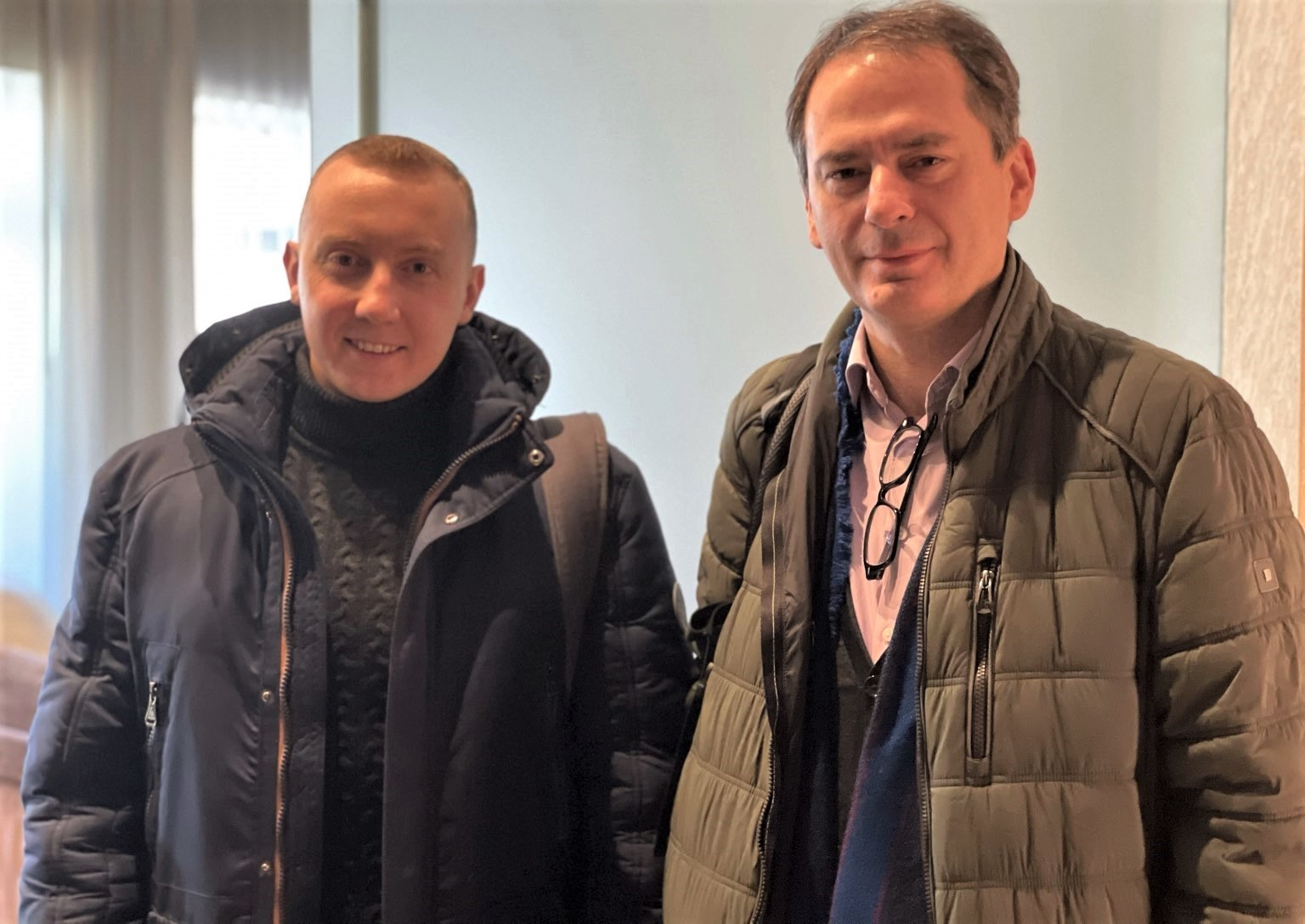
Станіслав Асєєв та розслідувач Bellingcat Христо Грозєв, 2021.

Через півтора року після звільнення з полону Асєєв дізнався, що головний комендант тюрми Ізоляція Денис Куликовський, він же Палич, вільно мешкає у Києві. Разом із Христо Грозєвим і полковником українських спецслужб у відставці Романом Червінським Асєєв провів розслідування, яке призвело до встановлення адреси Палича в Києві та його арешту СБУ.
3 січня 2024 року київський суд присудив Паличу-Куликовському 15 років позбавлення волі.

## Російське повномасштабне вторгнення

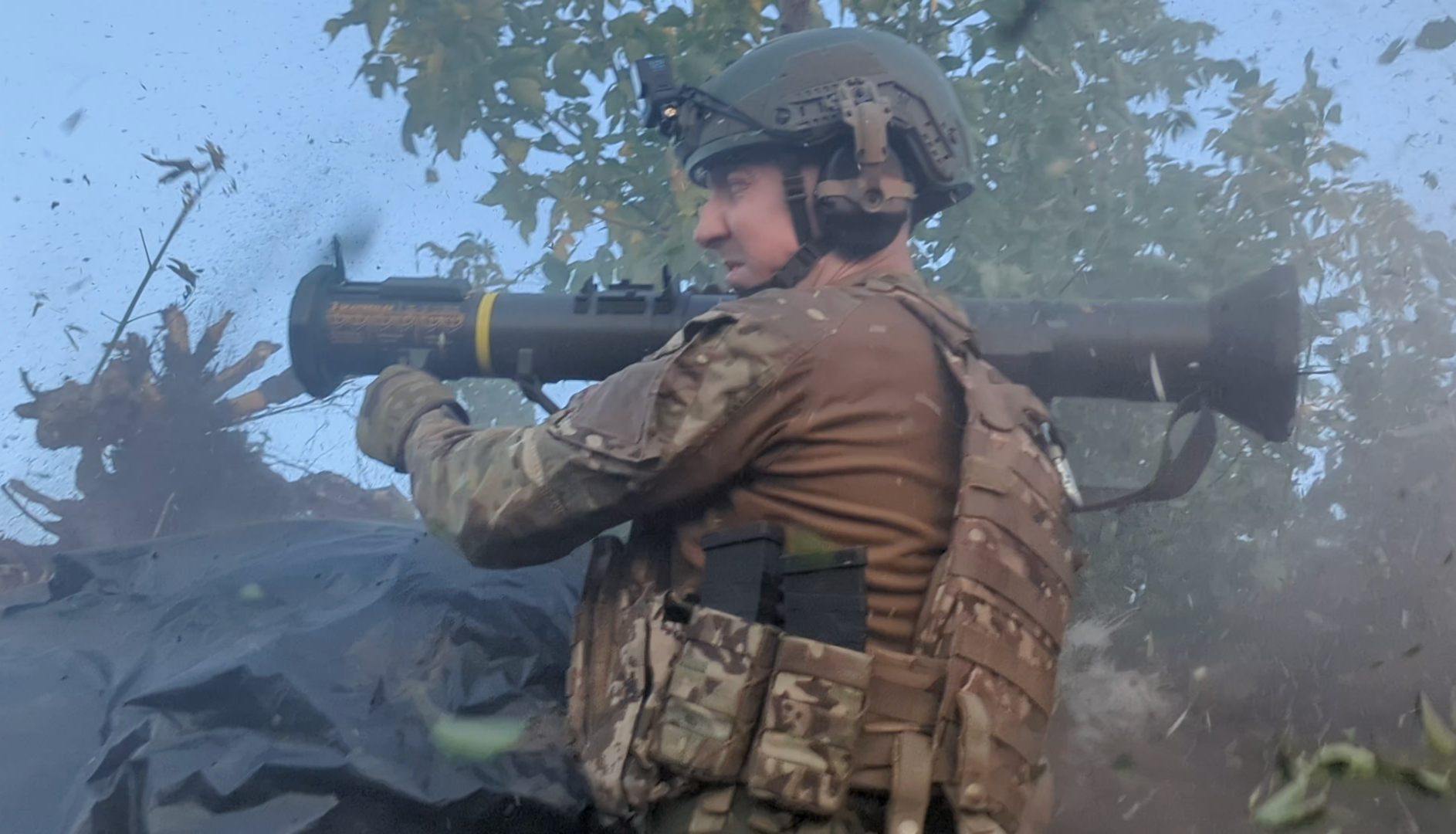
Асєєв на фронті

У перші місяці повномасштабної війни з Росією Асєєв активно працював над промоцією Justice Initiative Fund — фонду, що займається пошуком та ідентифікацією російських військових, які вчиняли злочини. Коли ж Станіслав упевнився, що робота фонду налагоджена, вирішив добровільно мобілізуватись і вступив до лав 109-ї окремої бригади територіальної оборони. Виявилось, що на 95 % його підрозділ складається із шахтарів, і що Станіслав там єдиний не представляє цю професію.
У квітні 2024 року отримав контузію на фронті поблизу села Очеретине на Донеччині.
2 липня 2024 Станіслав повідомив, що знову отримав поранення на фронті. Він отримав осколкове поранення в шию, грудну клітку та вухо. Життєво важливі органи уламки не зачепили.

## Табір смерті Седная

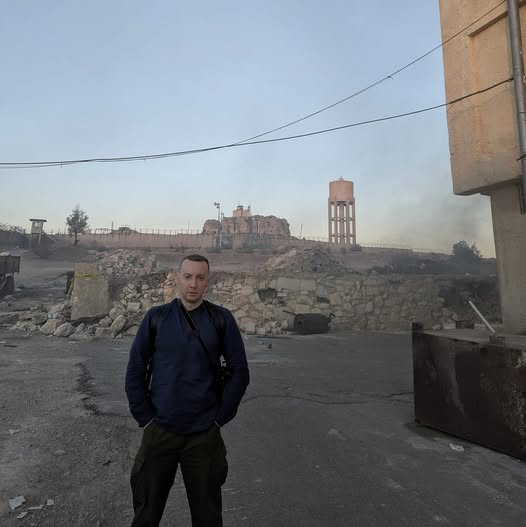
Асєєв на території табору Седная, Сирія

Станіслав Асєєв став першим українським журналістом, який опублікував репортаж із табору смерті Седная у Сирії. Він прибув до Дамаску у супроводі співробітників Головного Управління Розвідки, які займалися евакуацією українських громадян із Сирії. Після чого Асєєв вирушив до в'язниці Седная і зробив звідти фоторепортаж, ставши першим українцем, який розповів про жахіття в'язниці за часів Башара Ассада в національних ЗМІ.

## Літературна творчість
Головним прозовим твором є автобіографічний роман «Мельхіоровий слон, або Людина, яка думала».

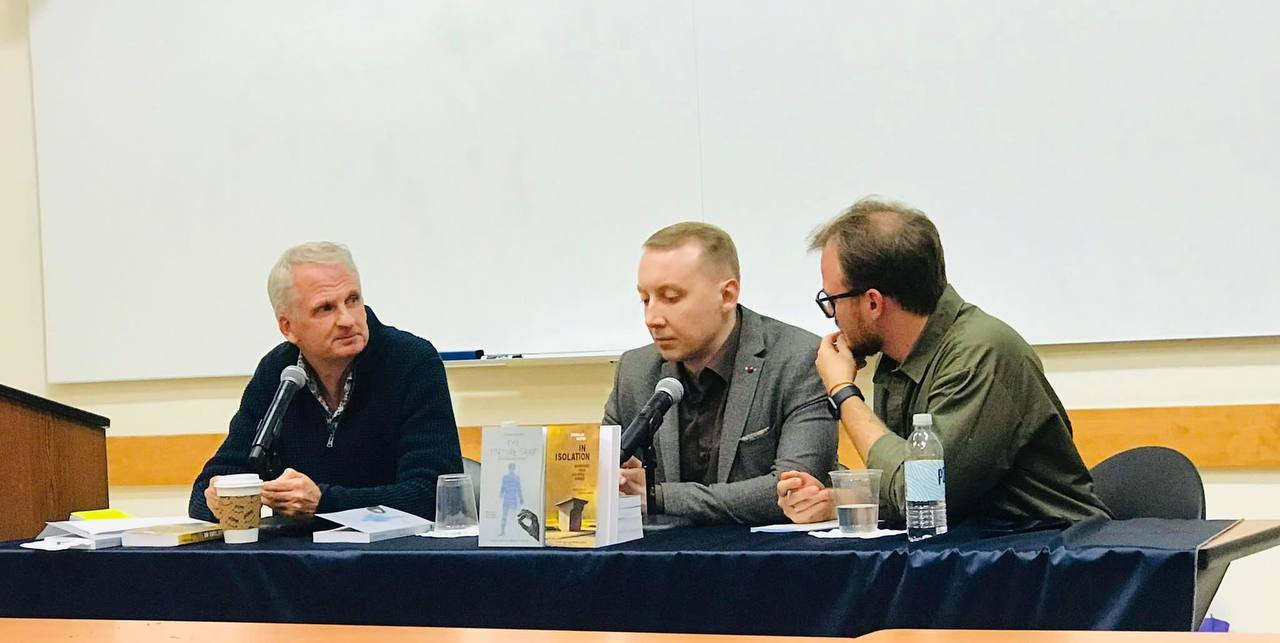
Асєєв під час презентації своїх книг у Єльському Університеті разом з Тімоті Снайдером, 2023.

Роман надрукований у № 1—6 за 2015 рік московського журналу «Юность» та вийшов окремою книжкою у київському видавництві «Каяла» у 2016 році. У романі розповідається про історію життя автора в реаліях українського політичного та духовного середовища. Багато уваги приділяється війні на Донбасі крізь призму філософських оцінок і висновків автора. За словами головного редактора журналу «Юність» Валерія Дударєва: «Його погляд на світ не журналістський, не письменницький — він юний філософ. На сторінках роману Станіслав вивертає себе навиворіт, показує світ маленького міста, війни, що розірвала країну навпіл».

## Твори
Російськомовні
- Шестой день: сб. поэм, рассказов и стихов / Станислав Владимирович Асеев. — Донецк: Норд-Пресс, 2011. — 207 с. — ISBN 978-966-380-480-4[36]
- Андерхилльские ведьмы: драма: в 2 ч. Проза / Станислав Владимирович Асеев. — Донецк: Донбасс, 2011. — 228 с. — ISBN 978-617-638-065-8[36]
- Мельхиоровый слон, или Человек, который думал: Роман-автобиография / С. Асеев // Юность. — 2015. — № 1—6.
  - (передрук) Мельхиоровый слон, или Человек, который думал: роман-автобиография / Станислав Асеев. — Киев : Каяла, 2016. — 267 с. — ISBN 978-617-7390-05-2[36]
- В ізоляції / Станіслав Асєєв, тексти, фото; передм. Мар'яни Драч, Сергія Рахманіна, Дмитра Крапивенка; ілюстр. Сергія Захарова // К.: Люта справа, 2018. — 208 с. — ISBN 978-617-7420-18-6 (прим.: присутні кілька українськомовних статей)[37]

Переклади українською
- Станіслав Асєєв. «Світлий шлях»: історія одного концтабору. Переклад з російської: Вікторія Стах. Львів: ВСЛ. 2020. 448 стор. ISBN 978-617-679-854-5[38]
- Станіслав Асєєв. Мельхіоровий слон, або Людина, яка думала. Київ: Чорна гора. 2024. ISBN 978-617-950-462-4.

Українська художня проза
- Станіслав Асєєв. «Шелест бамбукового гаю». Українською мовою. Видавництво Старого Лева. 2022. ISBN 978-966-448-082-3[39]

## Нагороди
У серпні 2020 року Станіслав отримав премію «Вільна преса Східної Європи» німецького фонду ZEIT-Stiftung і норвезького Fritt Ord.
3 листопада 2020 Станіслав Асєєв став лауреатом премії Національної спілки журналістів України за захист свободи слова імені Ігоря Лубченка за 2020 рік.
9 березня 2021 року став переможцем у «Національній Шевченківській премії 2021» за книгу «В ізоляції» у номінації «Публіцистика та журналістика».
У травні 2023 року отримав в американському місті Чикаго премію за мужність імені Діанни Ортіс. Цю нагороду присуджує Heartland Alliance – організація, яка працює у сфері захисту прав людини у всьому світі.